# Alano (perro)
El alano es un tipo de perro  que existió en Asia Central y Europa desde la Edad Antigua hasta el siglo XVII. De esta casta de perros y sus cruces derivan la mayoría de razas de presa de Europa.
El originario debía asemejarse en gran medida al actual alano español; eran grandes, con pelo corto y con varios tipos de manto. Eran conocidos tanto como perros guerreros en batallas, como perros boyeros, guardianes y de pastoreo, desarrollándose diferentes tipos para usos concretos.

## Características

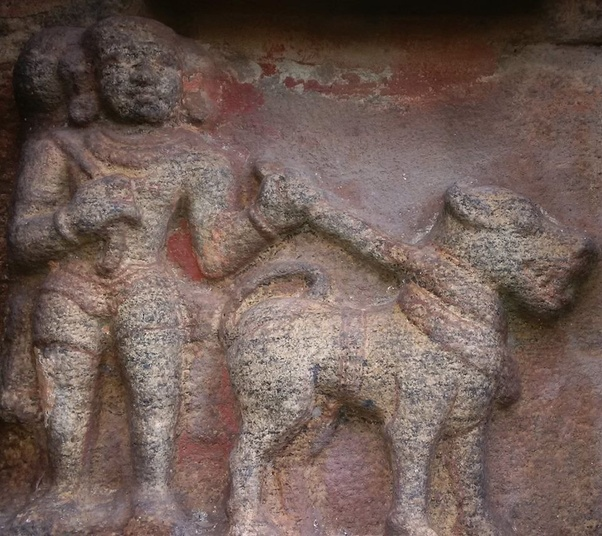
"Alangu" o Alano. Templo de Darasuram, India.

En su libro Master of The Game de 1410, Eduardo de York dio una buena descripción del perro Alano y sus tipos:
“El Alano y su naturaleza.

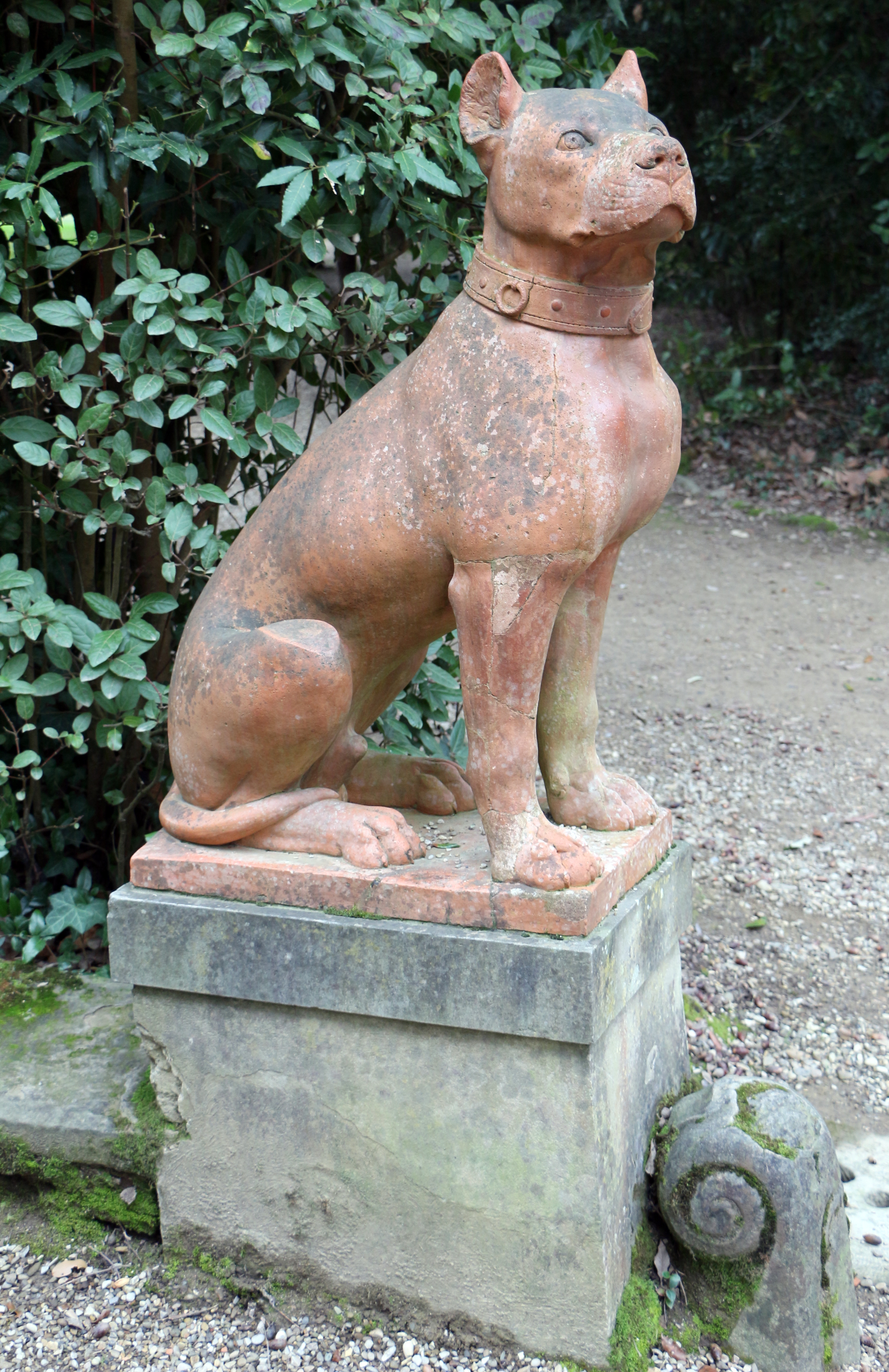
Estatua de terracota de perro moloso. Jardines de Boboli, Italia.

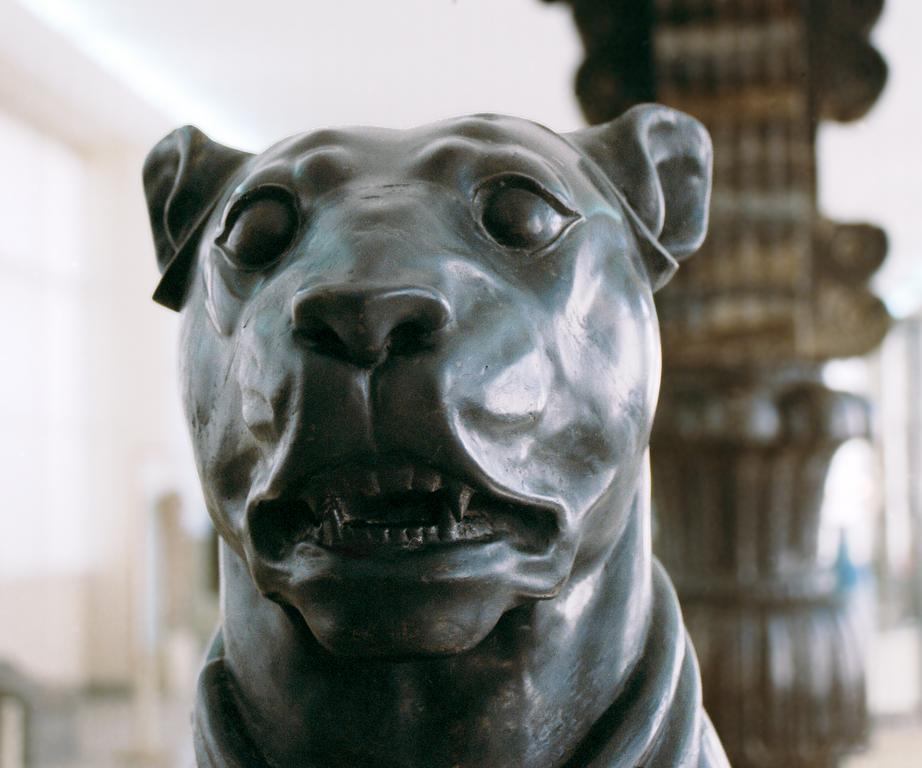
Estatua "Mastín de Persépolis"

Un Alano es un perro con forma y naturaleza para cazar. Y mis alanos favoritos son los conocidos como Gentile. Los otros tipos conocidos son él Alano Veutreres y Alano Butcheries.
La variación Gentile debe tener la estructura y la forma de un galgo, pero el cuerpo que falta, sobresale en su cráneo, que debe ser grande y corto. Y si bien hay alanos de todos los colores, el verdadero tono de un buen alano, y el más común es blanco con manchas negras en las orejas, ojos pequeños y orejas blancas afiladas en la parte superior.
[...]Un buen Alano debe ser rápido y resistente para dominar todo tipo de animales sin caerse, y ríndelo, no dejarse llevar, y estar bien condicionado para actuar bajo las órdenes de su amo, y cuando es así, los hombres consideran él, como dije, lo mejor que puede ser un perro para dominar todo tipo de animales.
El otro tipo de alano se llama Veutreres. Son casi idénticos a los galgos, tienen una cabeza grande, labios grandes y orejas grandes, y se prestan a ayudar a los hombres a cazar jabalíes, ya que es natural que se mantengan firmes, pero si son lentos (pesados) y defectuosos y si el jabalí o el toro lo matan, no será una gran pérdida. Y cuando pueden alcanzar a una bestia, morderla y atraparla, pero por sí mismos, nunca podrían alcanzar al animal a menos que los galgos lo acompañen para que la bestia sea alcanzable.
Otro tipo de Alano son los Butcheries que se encuentran comúnmente en las buenas ciudades, que se llaman grandes buscadores, los carniceros crían para ayudarlos a llevar a los animales que compran adentro, porque si un animal que traen escapa de los carniceros, su los perros lo recogerán y lo sostendrán hasta que llegue su dueño, y deben ayudarlo a traerlo de vuelta a la ciudad. Cuestan poco para mantener porque se comen los desechos del carnicero.”

## Parientes modernos
Mientras sus orígenes se encuentran fuertemente enraizados en antiguos perros de montaña del Este, el alano es visto por muchos cinologistas como el ancestro de las razas originales de perros de presa.
Se puede citar algunas de las razas influenciadas por el Alano:
- Old english bulldog
- Dogo de burdeos
- Bullenbeisser
- Gran danés
- Ca de bou
- Bully kutta
- Alano español
- Basati alaunt

## Alano moderno

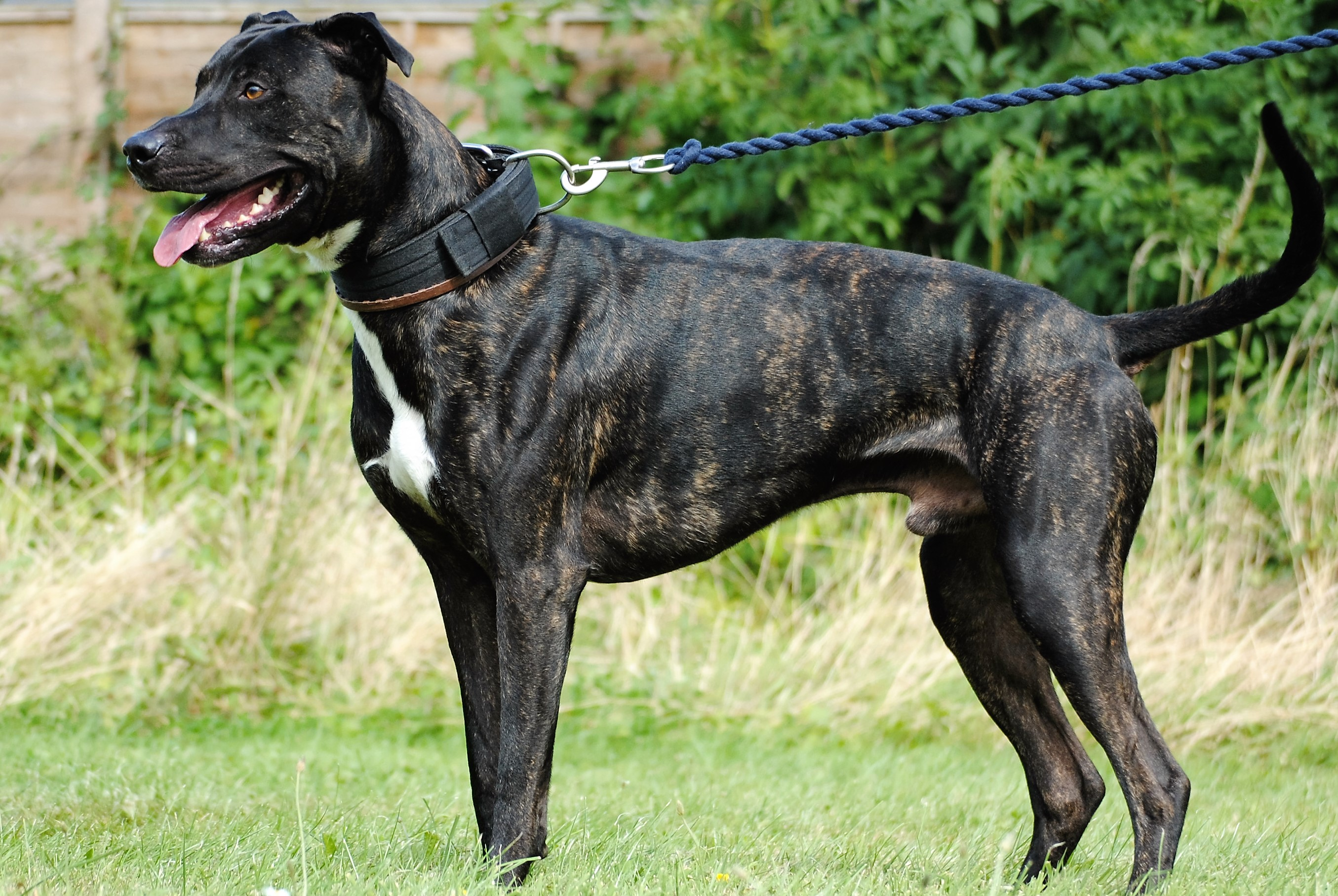
British Alaunt

Hoy hay grupos de entusiastas comprometidos en rescatar, aunque sólo de manera conceptual, el legendario perro alano. Uno de los proyectos más famosos es el British Alaunt, desarrollado por el escocés David Brian Plummer, cuyo proyecto tuvo continuidad por la Sociedad del Alano Británico (The British Alaunt Society) tras su fallecimiento. En su proyecto de creación, Plummer utilizó cruces entre galgo inglés, bull terrier inglés y bullmastiff inglés, resultando en un tipo de perro similar al Alaunt Gentile, y que puede ser utilizado como perro de caza y perro de guardia, poseyendo como objetivos de selección la funcionalidad, agregando salud y temperamento.